# St. Catharines Wolves
El St. Catharines Wolves es un club de fútbol canadiense de la ciudad de St. Catharines. Fue fundado en 1977 y juega en la Canadian Soccer League.